# 풋파파야 샐러드
풋파파야 샐러드(-papaya+salad)는 라오스를 비롯한 동남아시아에서 먹는 샐러드이다. 풋파파야를 얇게 채썰어 무쳐 내는 음식이며 파파야 샐러드(papaya+salad)로도 불린다. 라오인들의 전통 음식이며, 라오스에서는 땀 막훙(라오어: ຕໍາໝາກຫຸ່ງ) 또는 땀 솜(라오어: ຕຳສົ້ມ)으로 불린다. 라오스의 국민 음식 가운데 하나로 여겨진다.
미얀마, 베트남, 캄보디아, 태국 등 인접국에도 전해져 여러 가지 버전이 존재하며, 그중 태국식 솜 땀이 전 세계에 널리 알려져 있다.

## 이름
- 라오스: 땀 막훙(라오어: ຕໍາໝາກຫຸ່ງ), 땀 솜(라오어: ຕຳສົ້ມ)
- 미얀마: 틴보디 톳(버마어: သင်္ဘောသီးသုပ်)
- 베트남: 고이 두두(베트남어: gỏi đu đủ)
- 캄보디아: 복 르홍(크메르어: បុកល្ហុង)
- 태국: 솜 땀(태국어: ส้มตำ)

라오어 "땀 막훙(ຕໍາໝາກຫຸ່ງ)"은 "빻다"라는 동사 "땀(ຕໍາ)"과 "파파야 열매"를 뜻하는 "막훙(ໝາກຫຸ່ງ)"이 합쳐진 말이다. "막(ໝາກ)"이 "열매, 과일"을, "훙(ຫຸ່ງ)"이 "파파야"를 뜻한다. "땀"이 빻아 만든 샐러드를 가리키기도 하기 때문에, "땀 막훙"은 "빻아 만든 파파야 샐러드"라는 뜻이다. "땀 솜(ຕຳສົ້ມ)"의 경우 "솜(ສົ້ມ)"이 "시다"는 뜻의 형용사이기 때문에 "빻아 만든 신 샐러드"라는 뜻이다.

## 만들기
풋파파야는 껍질을 벗기고 채썰어 준비한다. 보통 파파야에 세로로 칼집을 내고 저미는 방식으로 썬다. 작은 절구에 마늘, 새눈고추, 까삐(새우장), 남 뿌(게장), 남 빠(어장), 빠 댁(어장), 타마린드 액, 설탕, 뿌 켐(게절임), 방울토마토, 라임 즙 등을 넣어 빻는다. 드레싱이 만들어지면 채썬 풋파파야를 넣고 가볍게 빻아 낸다. 당근이나 줄콩을 함께 넣기도 한다. 보통 카우 니아우(찹쌀밥)와 함께 먹는다.

## 같이 보기
- 땀 막땡
- 솜 땀
- 아톳